# 복승
복승(伏勝, ? ~ ?)은 진나라 ~ 전한 초의 학자로, 자는 자천(子賤)이며 제남군 사람이다. 《사기》에는 복생(伏生)이라는 이름으로 기록되었는데, 여기서 ‘생’은 학자를 높여 부르는 명칭이다.

## 사적
진나라 때 박사(博士)를 지냈다.
복승은 《상서》에 밝은 자였는데, 전한 문제가 이 소식을 듣고 조정으로 부르려 하였다. 그러나 복승은 이때 나이가 아흔 무렵이 되어 갈 수 없었고, 대신에 문제는 조서를 내려 태상으로 하여금 장고(掌故) 조조를 보내 복승에게 《상서》를 배우도록 하였다.

### 《상서》 복원
진나라 때 사상 통제를 위하여 나라에서 책을 거두어 불살랐는데(→분서), 복승은 이때 벽 속에 《상서》를 파묻어 이를 숨겼다. 훗날 진나라가 망하고 전한이 건국된 후 다시 벽을 파 보았는데, 수십 편이 유실되고 스물아홉 편만 남아 있었다. 복승은 이 책으로 제나라와 노나라에서 상서를 가르쳤다. 덕분에 학자들은 자못 상서에 대해 논할 수 있게 되었다. 당시 산동(山東)의 학자들 중 상서를 익히지 않은 자가 없었다.

### 학통 계승
복승은 조조 · 공안국 · 장생(張生) · 구양생을 가르쳤다.
조조
공안국
장생
제남 사람으로, 박사를 지냈다. 제자로 하후도위(夏侯都尉)를 두었다.
구양생

## 가계

### 관련 인물
| - 복담 - 복수 - 복완 |